# Јазу (Прахова)
Јазу (рум. Iazu) насеље је у Румунији у округу Прахова у општини Магуреле. Oпштина се налази на надморској висини од 239 m.

## Становништво
Према подацима из 2002. године у насељу је живело 652 становника, од којих су сви румунске националности.